# Festival de roman policier
Les festivals consacrés au roman policier sont des moments forts pour la promotion et la diffusion des littératures policières, du cinéma noir et de toutes autres formes d'expression artistique se rapportant à ce genre. La plupart de ces manifestations attribuent un prix à un roman publié dans l'année.

## Festivals de roman policier enFrance
Classement par année de création des plus récents aux plus anciens - Liste non exhaustive
| Nom du festival                                             | Localisation (ville, département)   | Organisateurs (en plus de la municipalité)                        | Année de création | Dernière édition | Prix | Note                                       |
| ----------------------------------------------------------- | ----------------------------------- | ----------------------------------------------------------------- | ----------------- | ---------------- | --- | ------------------------------------------ |
| Festival Lisle Noir                                         | Lisle-sur-Tarn, Tarn                | Association Polars sur Garonne                                    | 2014              | 2018 (4e éd.)    | |                                            |
| Festival sans nom                                           | Mulhouse, Haut-Rhin                 | Association FSN                                                   | 2013              | 2018 (6e éd.)    | |                                            |
| Festival ImaJn'ère                                          | Angers, Maine-et-Loire              | L'Association ImaJn'ère                                           | 2011              | 2024 (13e éd.)   | | Salon de la Science-Fiction et du Policier |
| Festival 48h du Polar                                       | Clermont-Ferrand, Puy-de-Dôme       | L'Association L'Amiral Flottant                                   | 2011              | 2015 (5e éd.)    | |                                            |
| Festival Mine de Polars                                     | Pont-Péan, Ille-et-Vilaine          | Mairie de Pont-Péan                                               | 2011              | 2014 (3e éd.)    | - Remise des prix jeunesse «Baker Street» - Remise du prix du concours de nouvelles «Mine de polars» |                                            |
| Festival plume de glace                                     | Serre Chevalier, Hautes-Alpes       | Office du Tourisme - avec le concours de La Ligue de l'Imaginaire | 2010              | 2012 (3e éd.)    | - Attribution de la plume de glace - Prix de la nouvelle - Jeunesse |                                            |
| Festival international des littératures policières          | Toulouse, Haute-Garonne             | - Association Toulouse Polar du Sud - Libraire de la Renaissance  | 2009              | 2018 (10e éd.)   | - Prix Thierry Jonquet de nouvelles noires et policières - Prix Violeta Negra - Prix de l'Embouchure |                                            |
| Festival Interpol'Art                                       | Reims, Marne                        | Association Festival Interpol'Art                                 | 2006              | 2018 (13e éd.)   | |                                            |
| Festival du polar méditerranéen                             | Villeneuve-lez-Avignon, Gard        | Ville de Villeneuve-lez-Avignon                                   | 2005              | 2018 (14e éd.)   | - Prix du jury - Prix jeunesse |                                            |
| Quais du polar (Festival international du polar de Lyon)    | Lyon, Rhône                         | Association Quais du polar                                        | 2005              | 2019 (15e éd.)   | - Prix des lecteurs « Quais du polar - 20 minutes » - Prix BD-Polar - Prix du polar européen du Point - Prix des lecteurs « Quais du polar » |                                            |
| Festival Paris Polar                                        | 13e arrondissement de Paris         | Association Paris Polar                                           | 2004              | 2018 (15e éd.)   | Concours de nouvelles |                                            |
| Festival Mauves en Noir                                     | Mauves-sur-Loire, Loire-Atlantique  | Association Mauves en Noir                                        | 2002              | 2019 (19e éd.)   | - Prix de la ville - Prix Ados |                                            |
| Festival Anguille sous Roche                                | Saillans, Drôme                     | Les Amis de la lecture                                            | 2002              | 2019 (18e éd.)   | Prix Anguille sous Roche |                                            |
| Festival du polar à la plage                                | Le Havre, Seine-Maritime            | Associations Les Ancres noires                                    | 2002              | 2019 (17e éd.)   | - Prix des lecteurs Ancres noires - Concours de nouvelles - Concours de photographies - Concours jeunes |                                            |
| Festival du goéland masqué                                  | Penmarch, Finistère                 | Association Le Goéland Masqué                                     | 2001              | 2019 (19e éd.)   | - Prix littéraire du goéland masqué - Prix Mor Vran de la BD noire |                                            |
| Salon du polar                                              | Montigny-lès-Cormeilles, Val-d'Oise |                                                                   | 1998              | 2015 (18e éd.)   | - Prix du meilleur polar francophone, - Prix Polar Jeunesse des collégiens |                                            |
| Festival des littératures policières, noires et sociales    | Besançon, Doubs                     | Association Pas Serial S'Abstenir                                 | 1998              | 2019 (22e éd.)   | |                                            |
| Festival international du roman noir (FIRN)                 | Frontignan, Hérault                 | Association Soleil Noir                                           | 1997              | 2019 (22e éd.)   | |                                            |
| Noir sur la ville                                           | Lamballe, Côtes-d'Armor             | Association La Fureur du noir                                     | 1996              | 2018 (22e éd.)   | Concours de nouvelles |                                            |
| Les pontons flingueurs                                      | Annecy, Haute-Savoie                | Association Histoire d'en parler                                  | 2011              | 2019 (8e éd.)    | |                                            |
| PolarLens                                                   | Lens, Pas-de-Calais                 | Ville de Lens                                                     | 1996              | 2019 (23e éd.)   | - Prix du 1er roman policier de la ville de Lens - Concours de nouvelles |                                            |
| Festival Polar de Cognac                                    | Cognac, Charente                    | Bernard Bec                                                       | 1996              | 2018 (23e éd.)   | - Prix POLAR Meilleur Roman Français ou Francophone (depuis 1996) - Prix POLAR Meilleur Roman International - Prix POLAR Meilleur Roman Jeunesse - Prix POLAR Meilleur Album BD Série - Prix POLAR Meilleur Album BD One Shot - Prix POLAR Meilleure Bande Annonce Livre ou Album - Prix POLAR Meilleure Série Internationale TV - Prix POLAR Meilleure Série Française ou Francophone TV - Prix POLAR Meilleur Film Unitaire TV - Prix POLAR Meilleur Film Court-Métrage Cinéma - Prix POLAR Meilleur Film Long-Métrage Cinéma - Prix POLAR Meilleure Pièce Théâtre - Prix INTRAMUROS (depuis 2005) |                                            |
| Festival Sang d'Encre ("Journées autour du roman policier") | Vienne, Isère                       | François Joly                                                     | 1995              | 2018 (24e éd.)   | - Prix Sang d'Encre (depuis 1995) - Prix Sang d'Encre des Lycéens (depuis 1999) - Prix des Lecteurs ("Goutte de Sang d'Encre") - Prix BD Noire "Bulles d'Encre", en partenariat avec le festival de la Bulle d'Or de Brignais (depuis 2007) - Concours de la nouvelle "Sang d'Encre" des Lycéens (depuis 2001) |                                            |
| Chien jaune, festival du polar                              | Concarneau, Finistère               | Association Le Chien Jaune                                        | 1993              | 2018 (24e éd.)   | |                                            |
| 22 v'là le polar sur la Côte de Jade                        | Pornic, Loire-Atlantique            | Association Le Polar à Toutes les Sauces                          | 2018              | 2023 (5e éd.)    | |                                            |

## Festivals de roman policier auQuébec
| Nom du festival          | Localisation (ville) | Organisateurs (en plus de la municipalité) | Année de création | Dernière édition | Prix                      | Note |
| ------------------------ | -------------------- | ------------------------------------------ | ----------------- | ---------------- | ------------------------- | ---- |
| Les Printemps meurtriers | Knowlton             | Les printemps meurtriers                   | 2012              | 2016 (5e éd.)    | Remise du prix «Tenebris» |      |

## Festivals de roman policier enVallée d'Aoste
| Nom du festival             | Localisation (ville) | Organisateurs (en plus de la municipalité) | Année de création | Dernière édition | Prix                                                                   | Note |
| --------------------------- | -------------------- | ------------------------------------------ | ----------------- | ---------------- | ---------------------------------------------------------------------- | ---- |
| Courmayeur Noir in Festival | Courmayeur           | Courmayeur Noir in Festival                | 1990              | 2018 (28e éd.)   | - Prix Raymond Chandler (depuis 1988) - Prix Scerbanenco (depuis 1993) |      |